# Pentidotea australis
Pentidotea australis is een pissebed uit de familie Idoteidae. De wetenschappelijke naam van de soort is voor het eerst geldig gepubliceerd in 1924 door Mason Ellsworth Hale.